# Shaun Thomas
Shaun Thomas é um ator norte-americano. Além de atuar, ele também tem outros trabalhos.

## Trabalhos

### Ator
- Totally Baked: A Pot-U-Mentary (2007) (Policial de Fundo #2)
- Two Door Mansion (2004) (Darren Groves)

### Outros trabalhos
- Coming Attractions (2006) (assistente de produção)
- Silent Hill: Among The Damned (2005) (ilustrador)
- Silent Hill: Paint It Black (2004) (ilustrador)
- In God's Hands (1998) (assistente de produção: Bali)
- 2 Guys (2004)